# Lista de canções gravadas por Pabllo Vittar

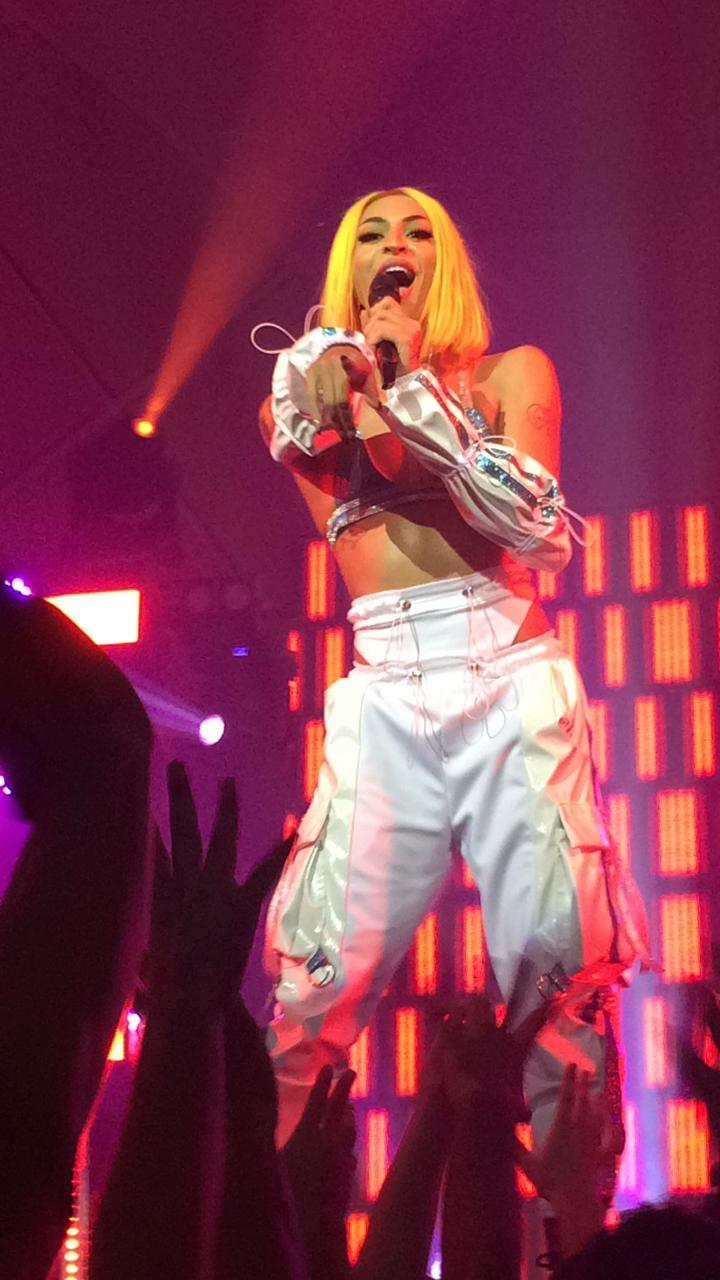
Pabllo Vittar em apresentação da Não Para Não Tour, em novembro de 2018.

A seguir é apresentada a lista das canções gravadas por Pabllo Vittar, um cantor e drag queen brasileiro que gravou canções para dois álbuns de estúdio e um extended plays (EPs). Seu primeiro material de estúdio foi lançado em 2015, um EP intitulado Open Bar contendo seis faixas — todas versões de canções internacionais, sendo a faixa-título uma versão de "Lean On", do grupo Major Lazer. Rodrigo Gorky e Maffalda, dois dos produtores do material, viriam a seguir Vittar em diversos lançamentos posteriores, além da projeção da faixa-título que fez com que o artista se aproximasse do produtor americano Diplo para futuras gravações musicais.
Vai Passar Mal, álbum de estreia independente lançado em 2017, conta com alguns dos produtores do EP (assinando como Brabo Music Team) de 2015 e Pablo Bispo — outro nome que seguiu Vittar em diversos outros lançamentos. O artista também aparece como co-compositor de algumas faixas. Dele, foram retirados seus dois primeiros sucessos: "Todo Dia", parceria com o rapper brasileiro Rico Dalasam, e "K.O.", notável por ser a primeira faixa de sucesso do artista em rádios tradicionais. Não Para Não, segundo disco lançado em 2018, marca seu primeiro lançamento como artista contratado pela Sony Music Brasil e conta com a assinatura da Brabo Music Team. A sonoridade dos trabalhos seguem uma direção pop/eletrônico combinada com diversos estilos regionais brasileiros,  como tecnomelody, arrocha, funk carioca e forró.
Entre 2017 e 2018, Vittar lança diversas parcerias em sequência. "Sua Cara", canção do grupo Major Lazer com participação de Vittar e a cantora brasileira Anitta, foi uma das primeiras lançadas e é a que deu a ambas as participações destaque no cenário internacional, chegando a figurar em tabelas musicais publicadas pela revista americana Billboard. Dentre as demais parcerias gravadas por Vittar e lançadas nesse período, destacam-se parcerias com artistas do cenário nacional como Preta Gil, Alice Caymmi, Lucas Lucco, Niara (dupla musical que se lançou no mercado com single gravado com Vittar) e as drags (e também amigos de Vittar) Aretuza Lovi e Gloria Groove; e parcerias com artistas do cenário internacional, como a cantora britânica Charli XCX (em faixa que conta com as rappers Brooke Candy e CupcakKe), a cantora angolana Titica, o duo musical americano Sofi Tukker e a cantora e atriz argentina Lali Espósito.

## Canções

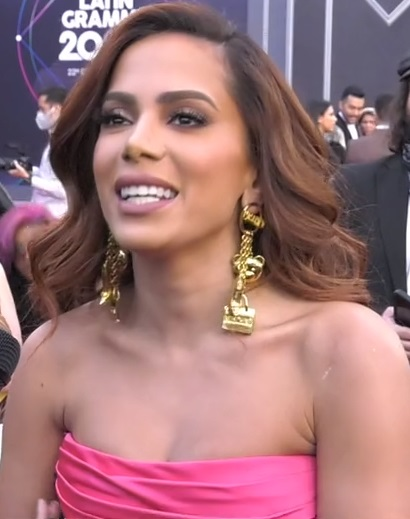
Pabllo e Anitta (foto) colaboraram em "Sua Cara", "Modo Turbo", "Calma Amiga" e "Balinha de Coração".

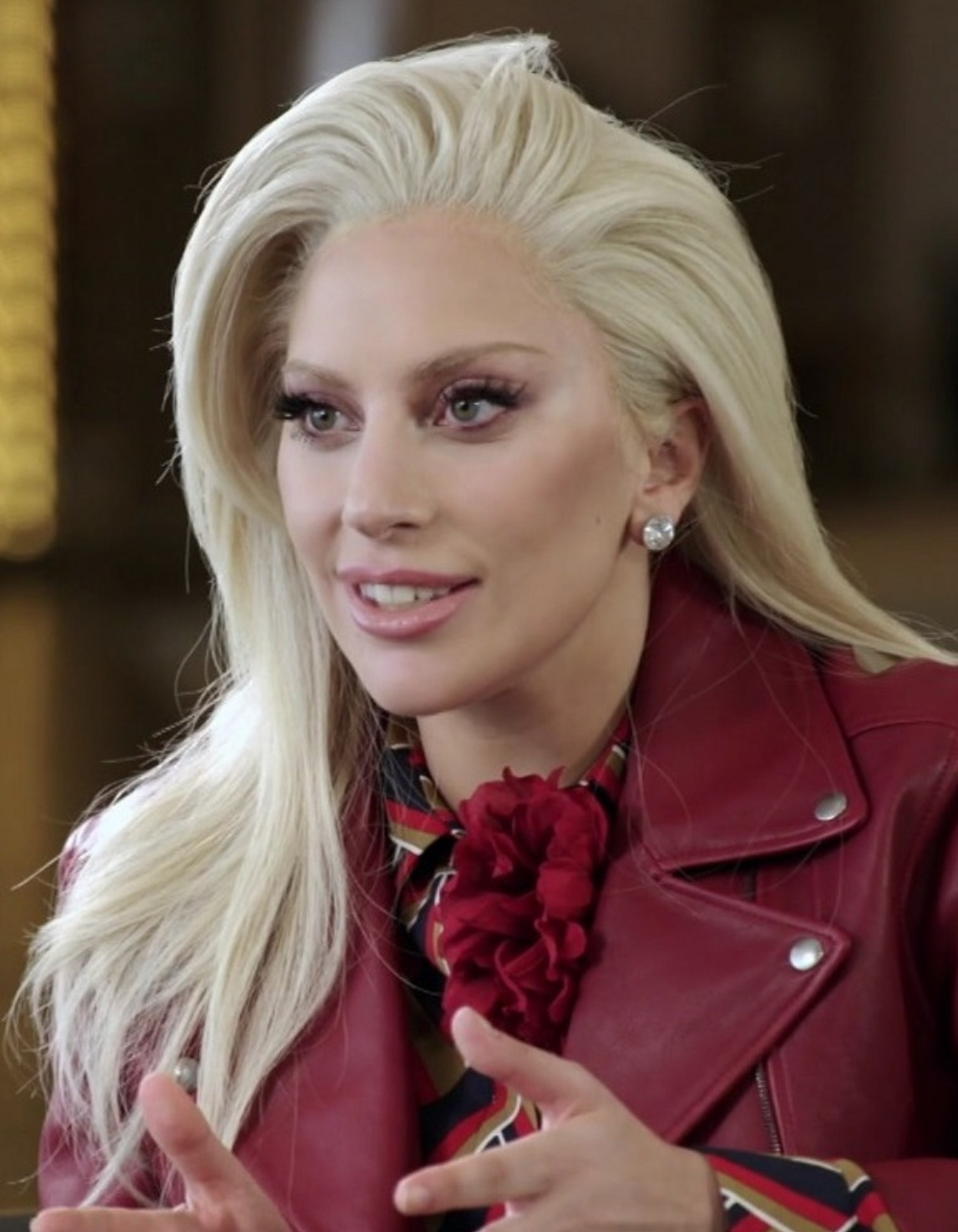
Pabllo e Lady Gaga (foto) colaboraram em "Fun Tonight (Remix)".

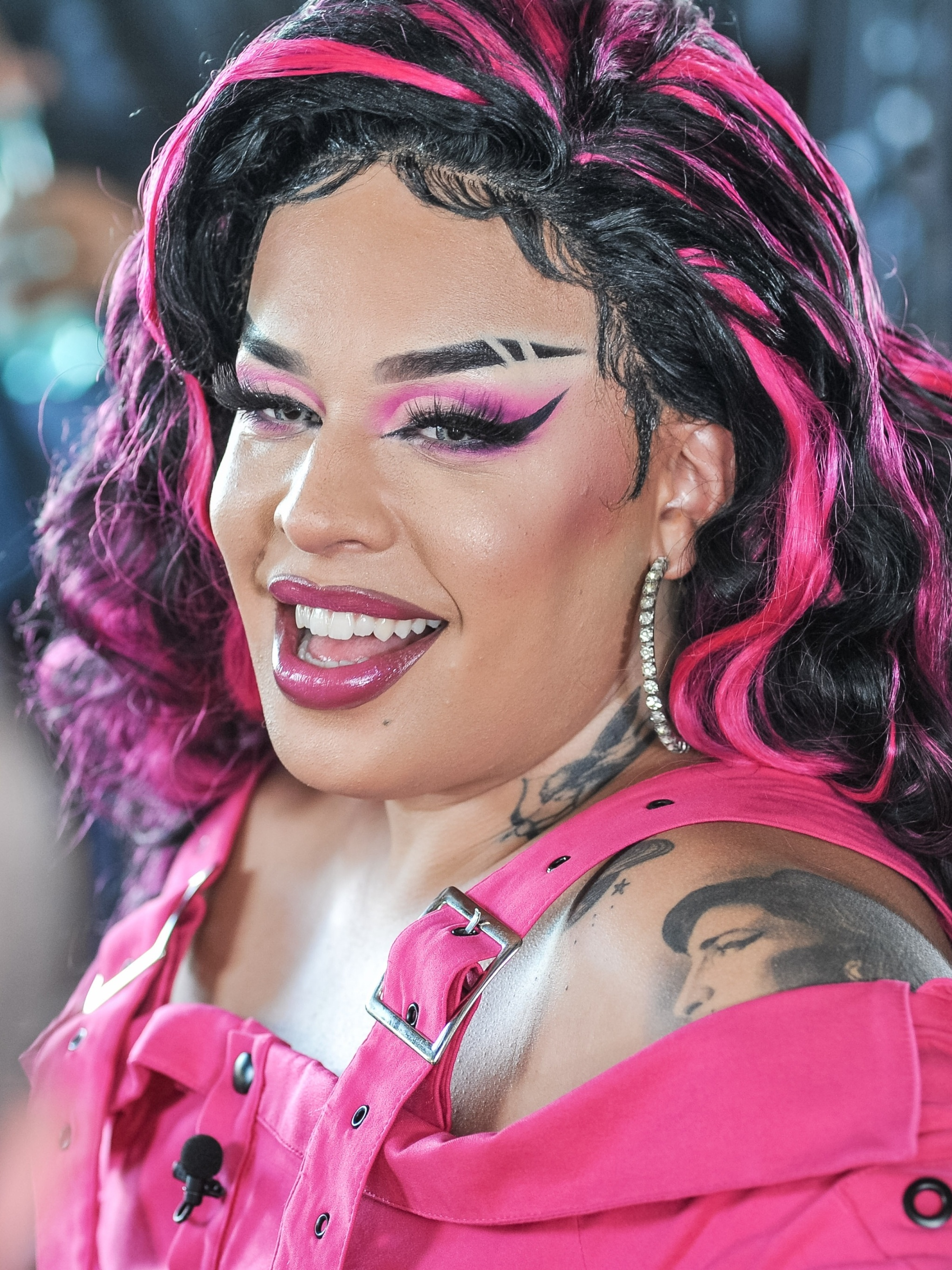
Pabllo e Gloria Groove (foto) colaboraram em "Ameianoite", "Joga Bunda" e "Bruxaria 3000".

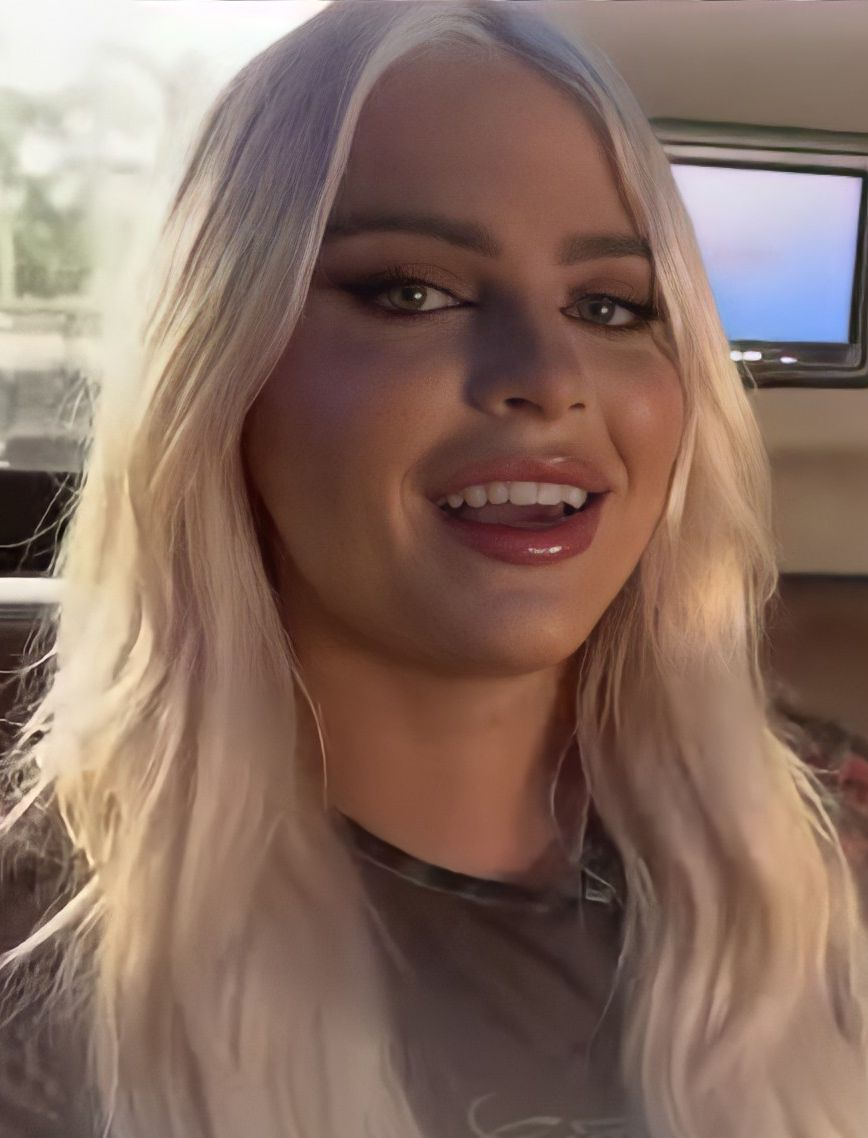
Pabllo e Luísa Sonza (foto) colaboraram em "Garupa" e "Modo Turbo".

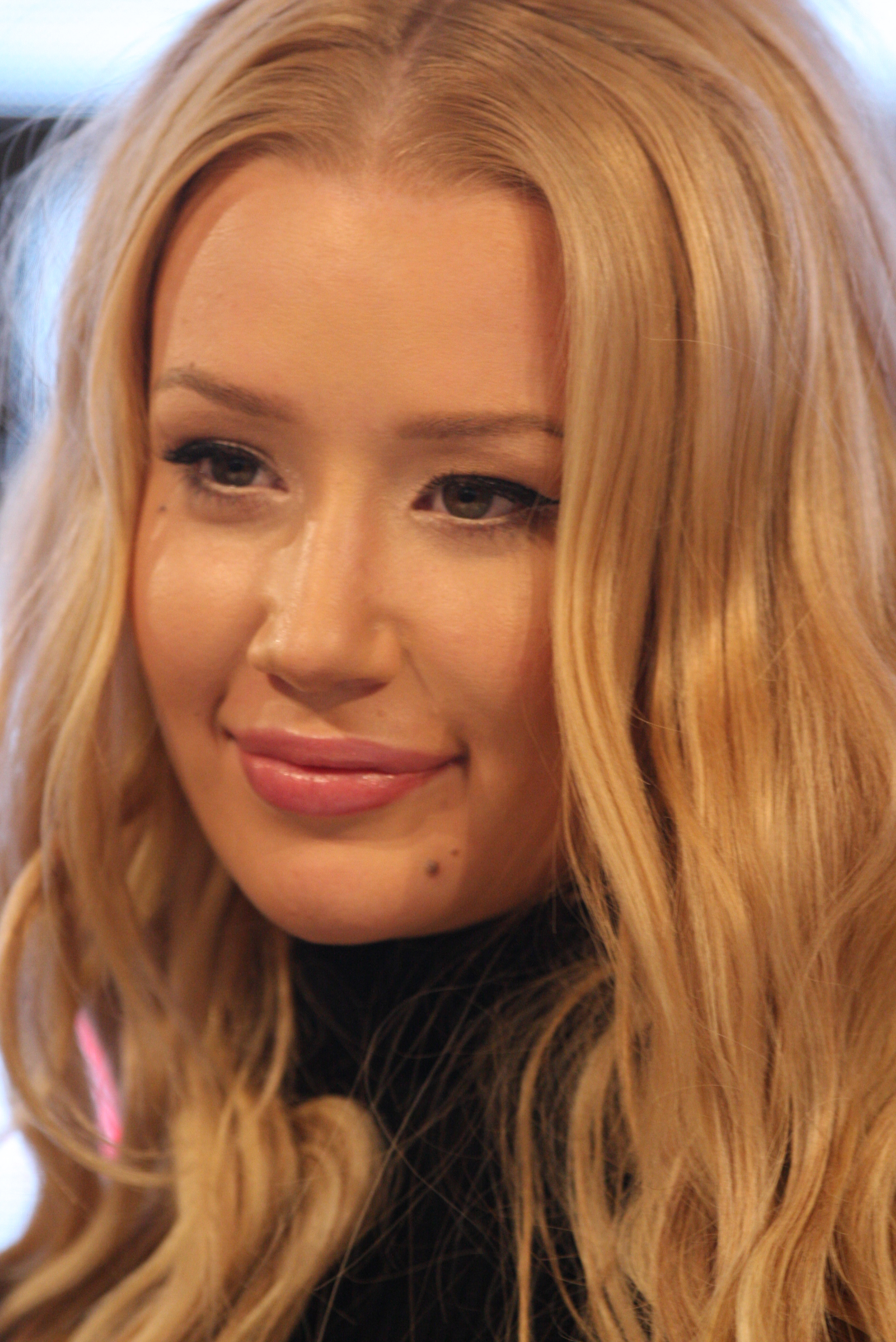
Pabllo e Iggy Azalea (foto) colaboraram em "The Girls".

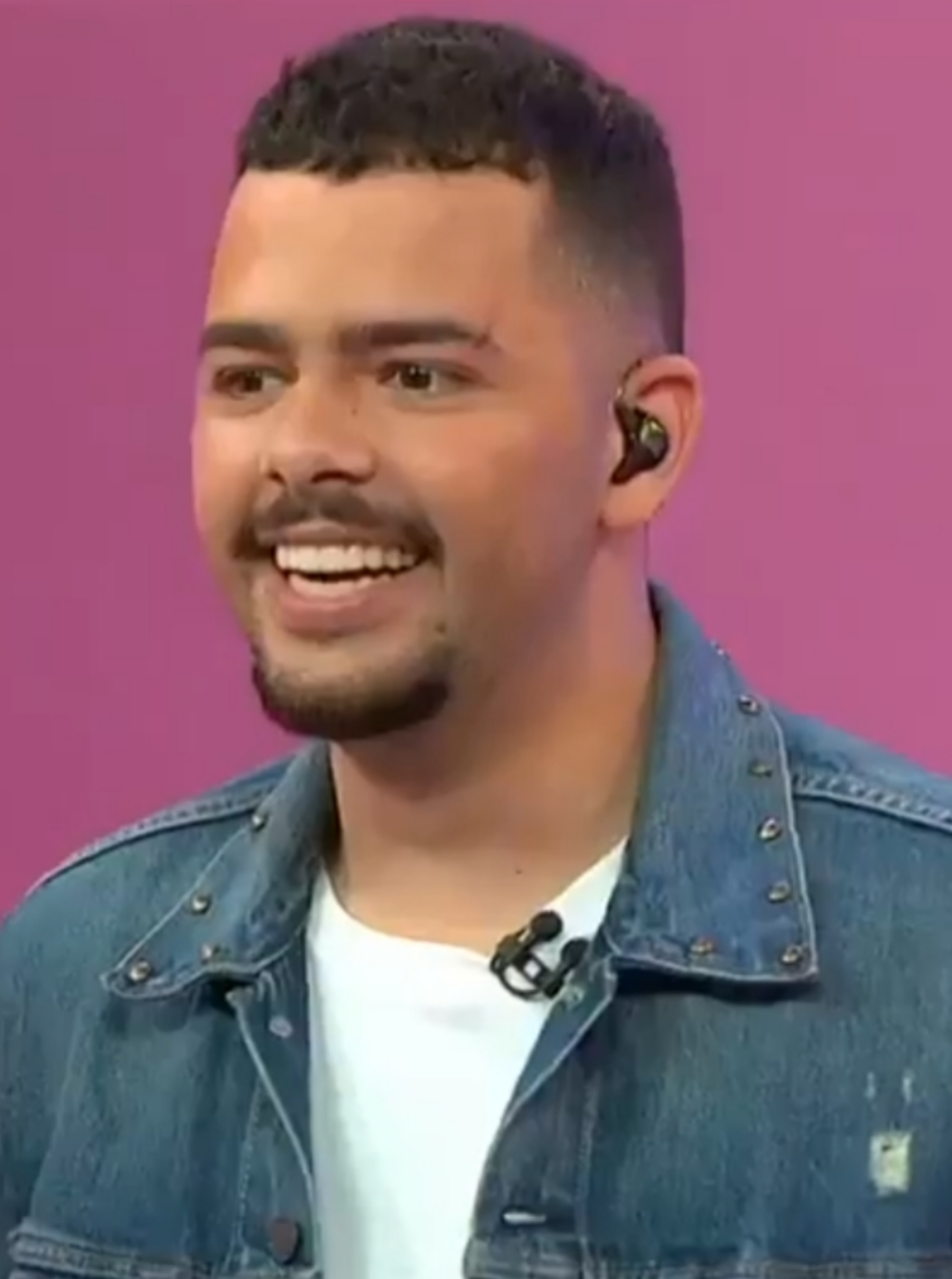
Pabllo e Pedro Sampaio (foto) colaboraram em "Sal" e "Penetra (Pedro Sampaio Remix)".

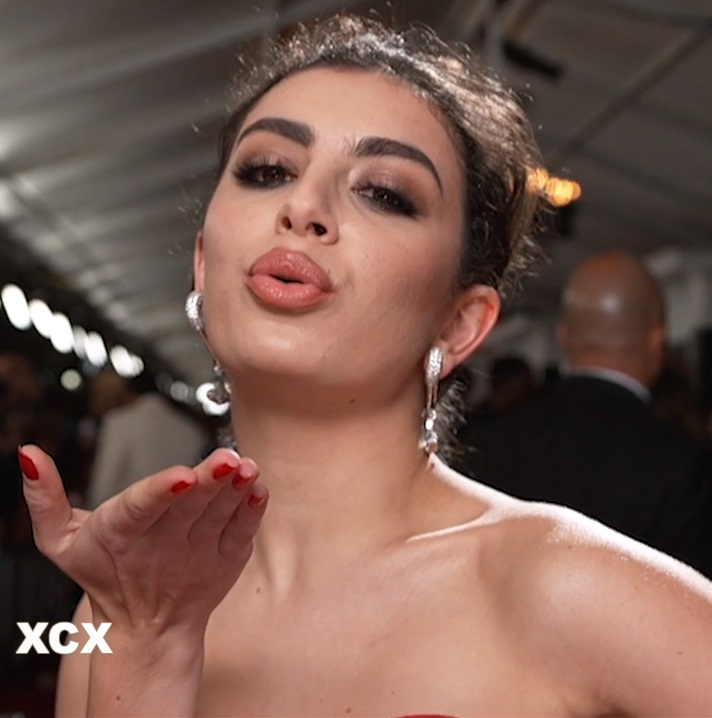
Pabllo e Charli XCX (foto) colaboraram em "Flash Pose" e "Shake It".

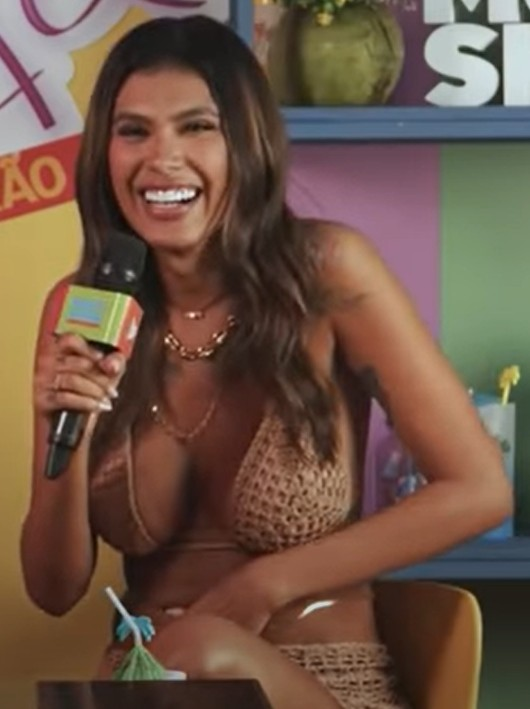
Pabllo e Pocah (foto) colaboraram em "Bandida" e "Bandidona".

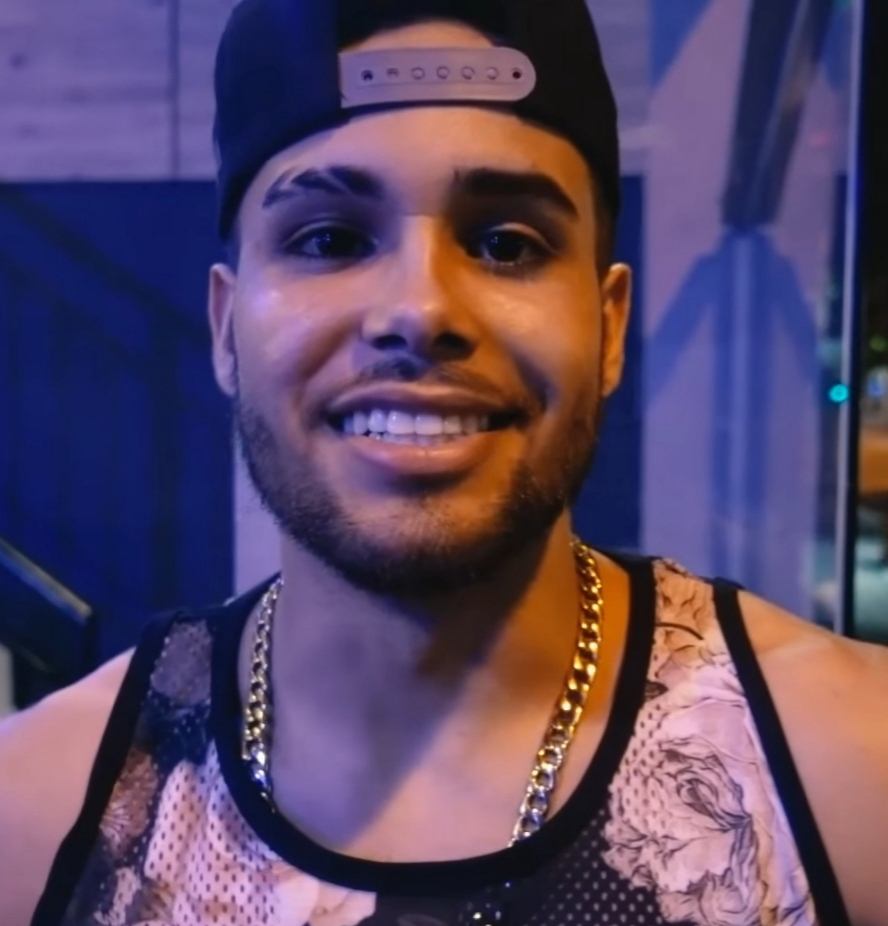
Pabllo e Jerry Smith (foto) colaboraram em "Clima Quente".

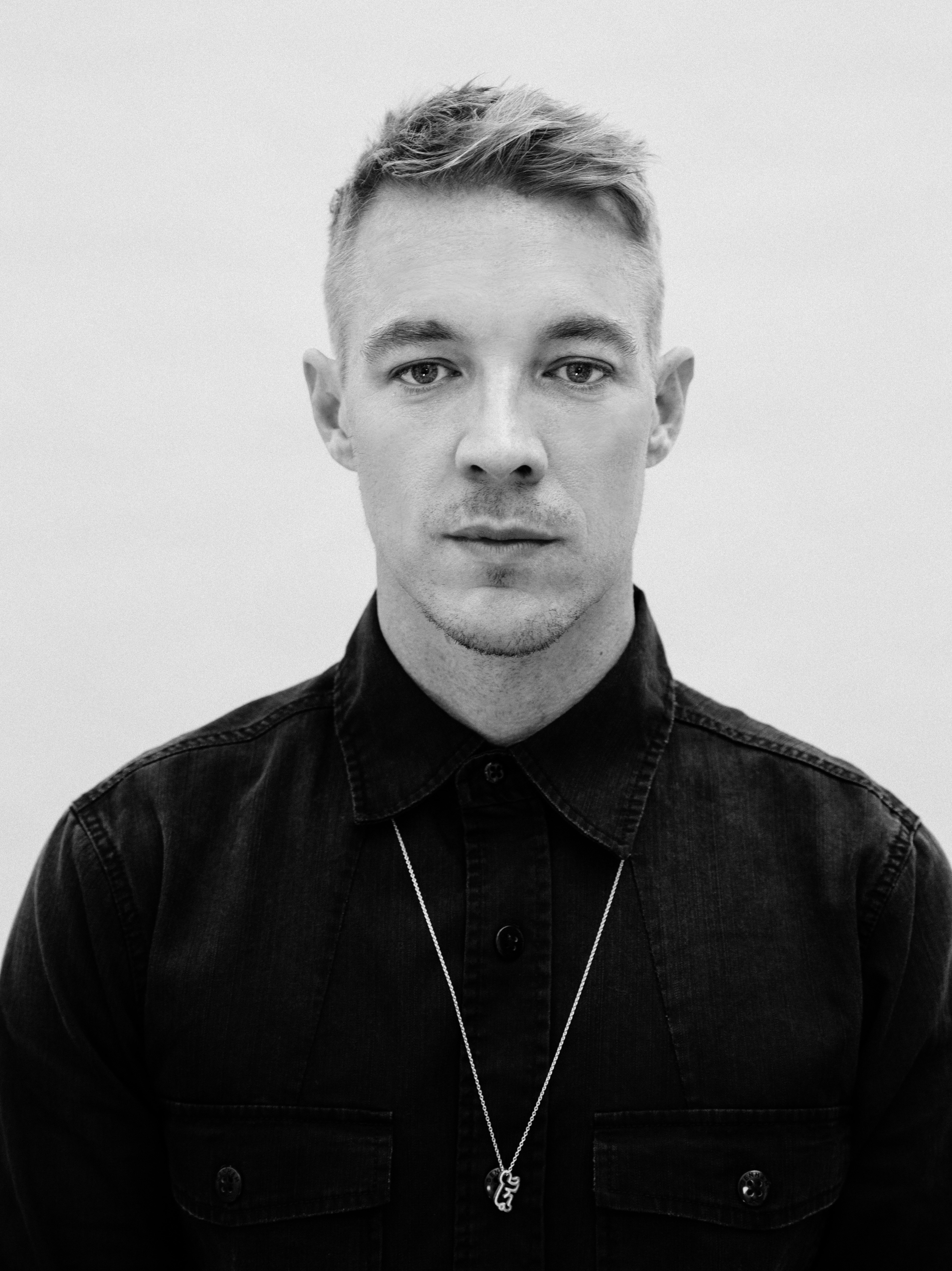
Pabllo e Diplo (foto) colaboraram em "Então Vai".

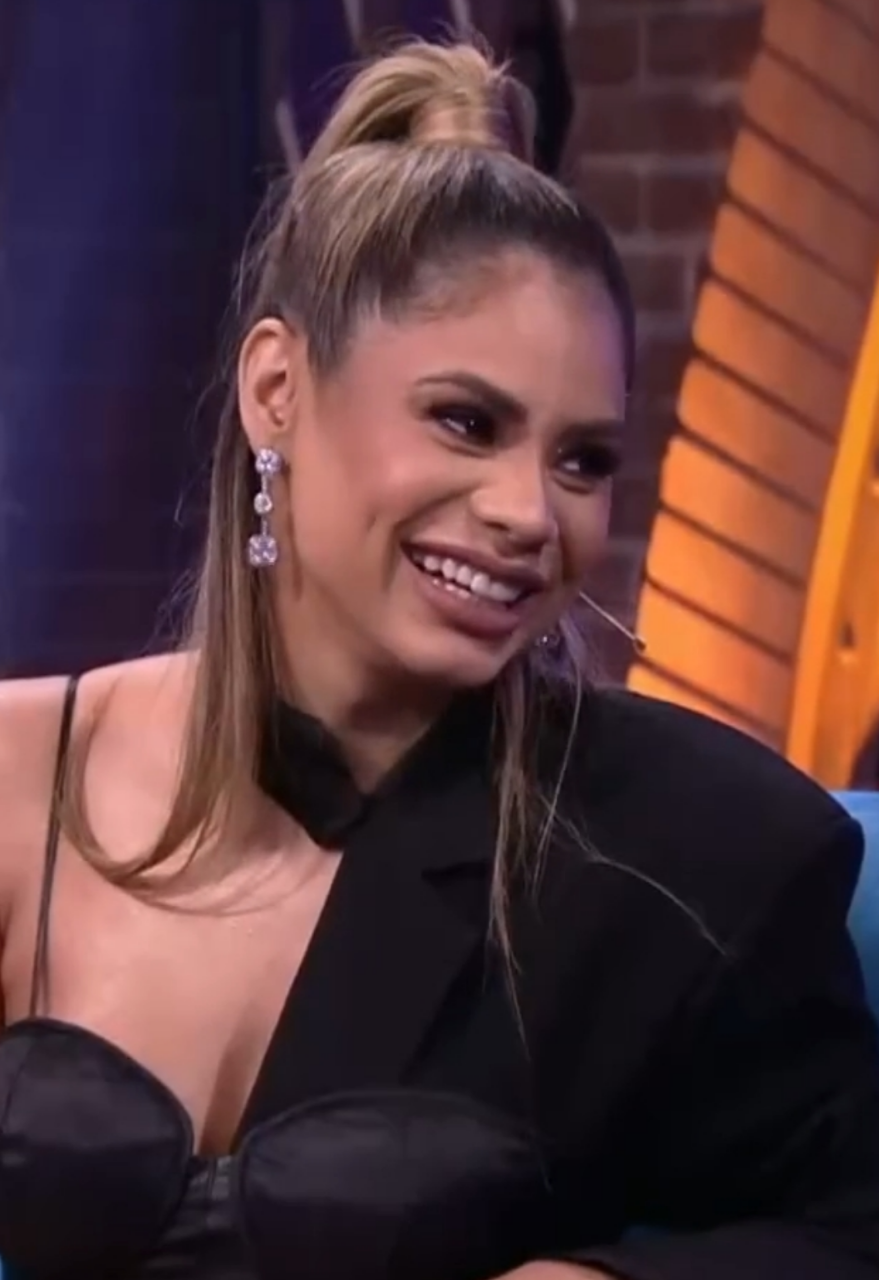
Pabllo e Lexa (foto) colaboraram em "Cavalgada".

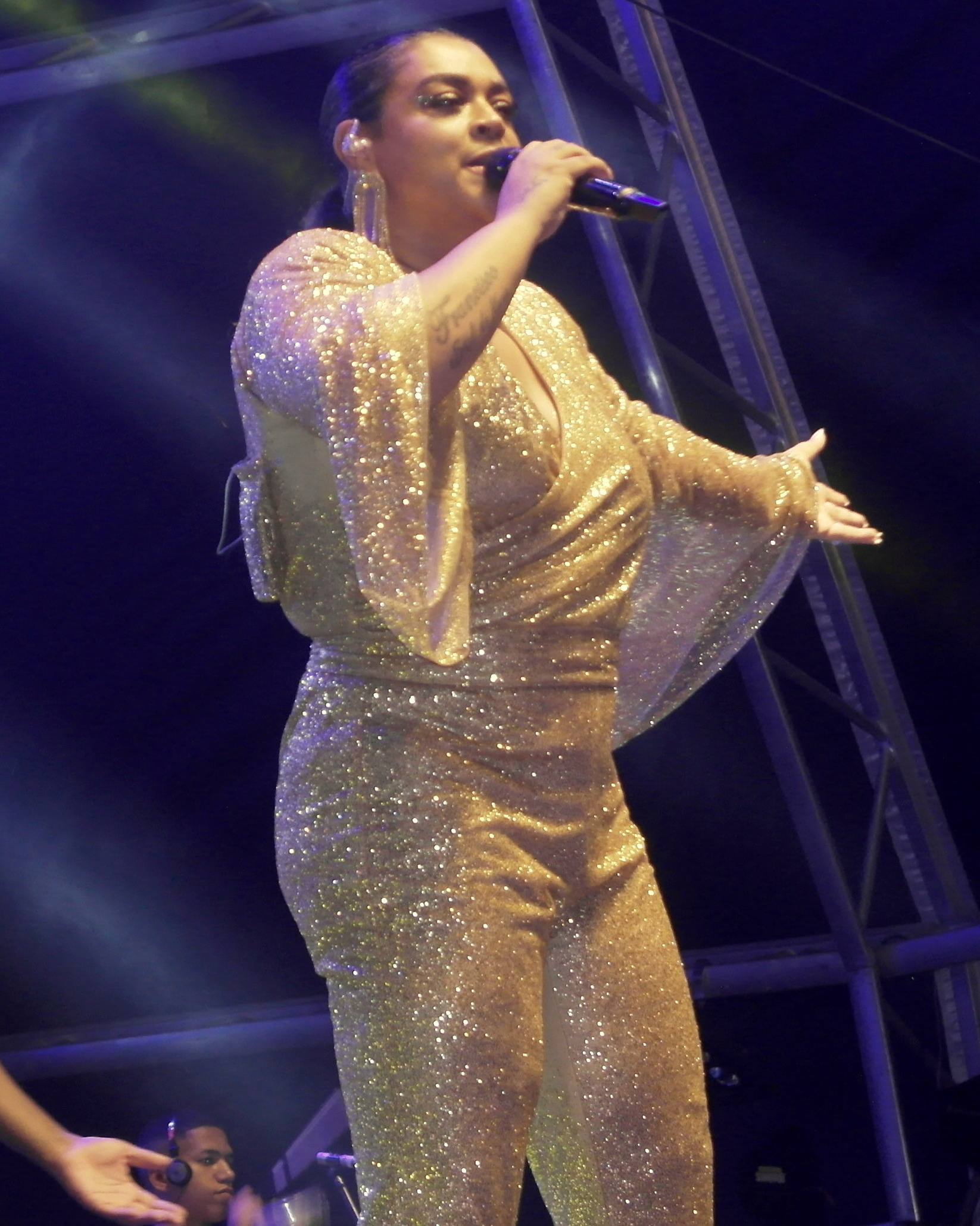
Pabllo e Preta Gil (foto) colaboraram em "Decote".

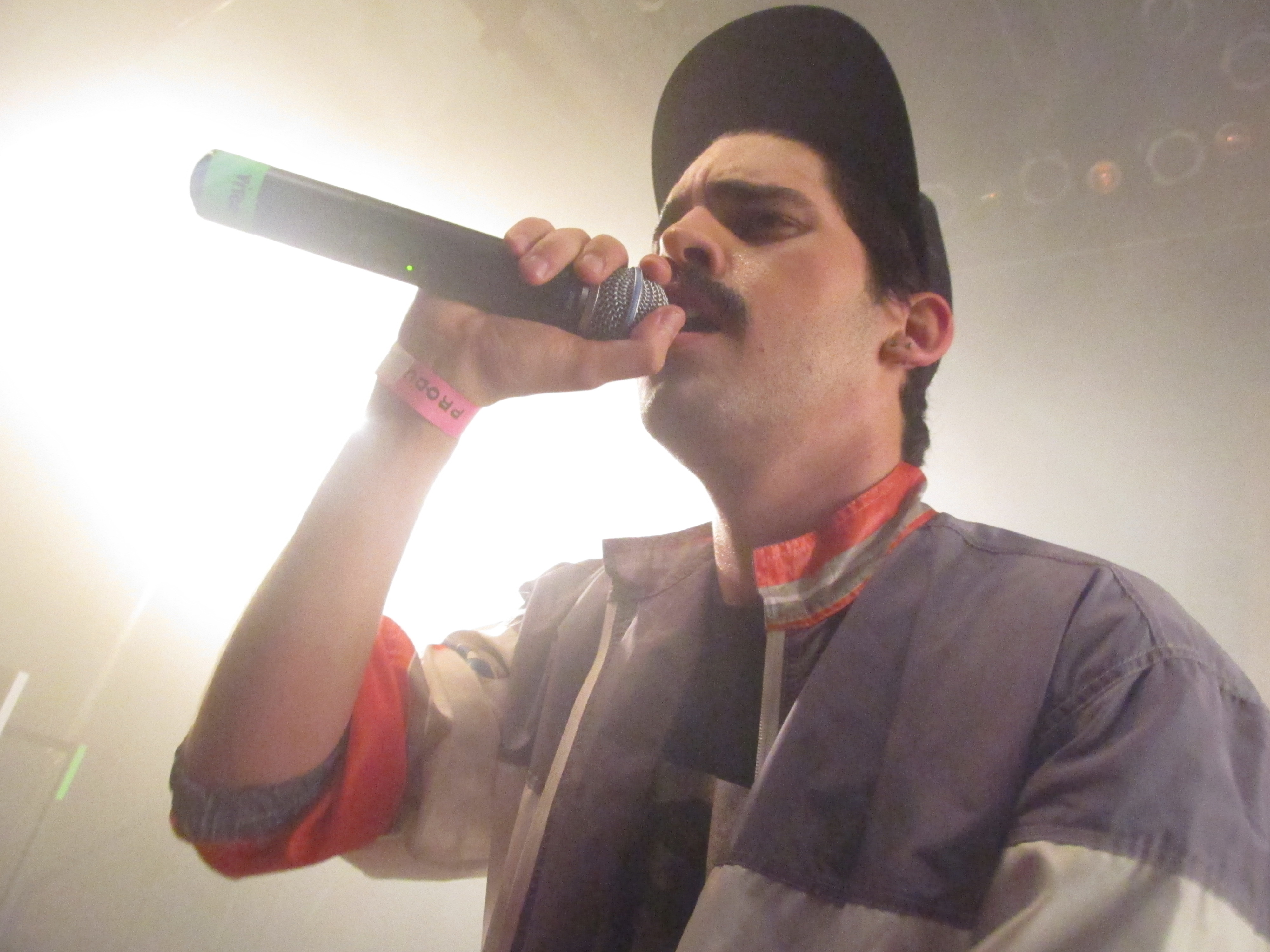
Pabllo e Mateus Carrilho (foto) colaboraram em "Corpo Sensual".

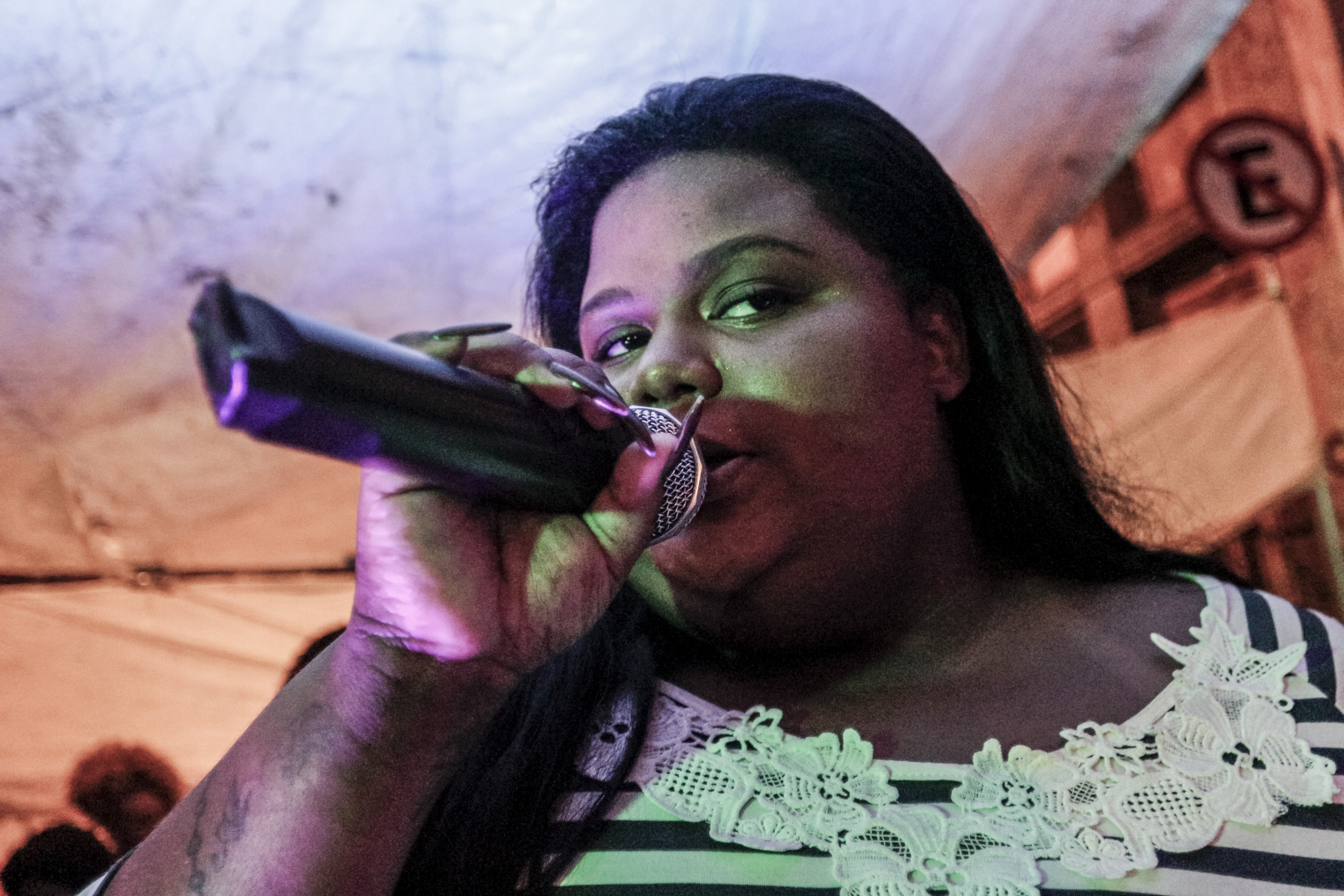
Pabllo e MC Carol (foto) colaboraram em "Descontrolada".

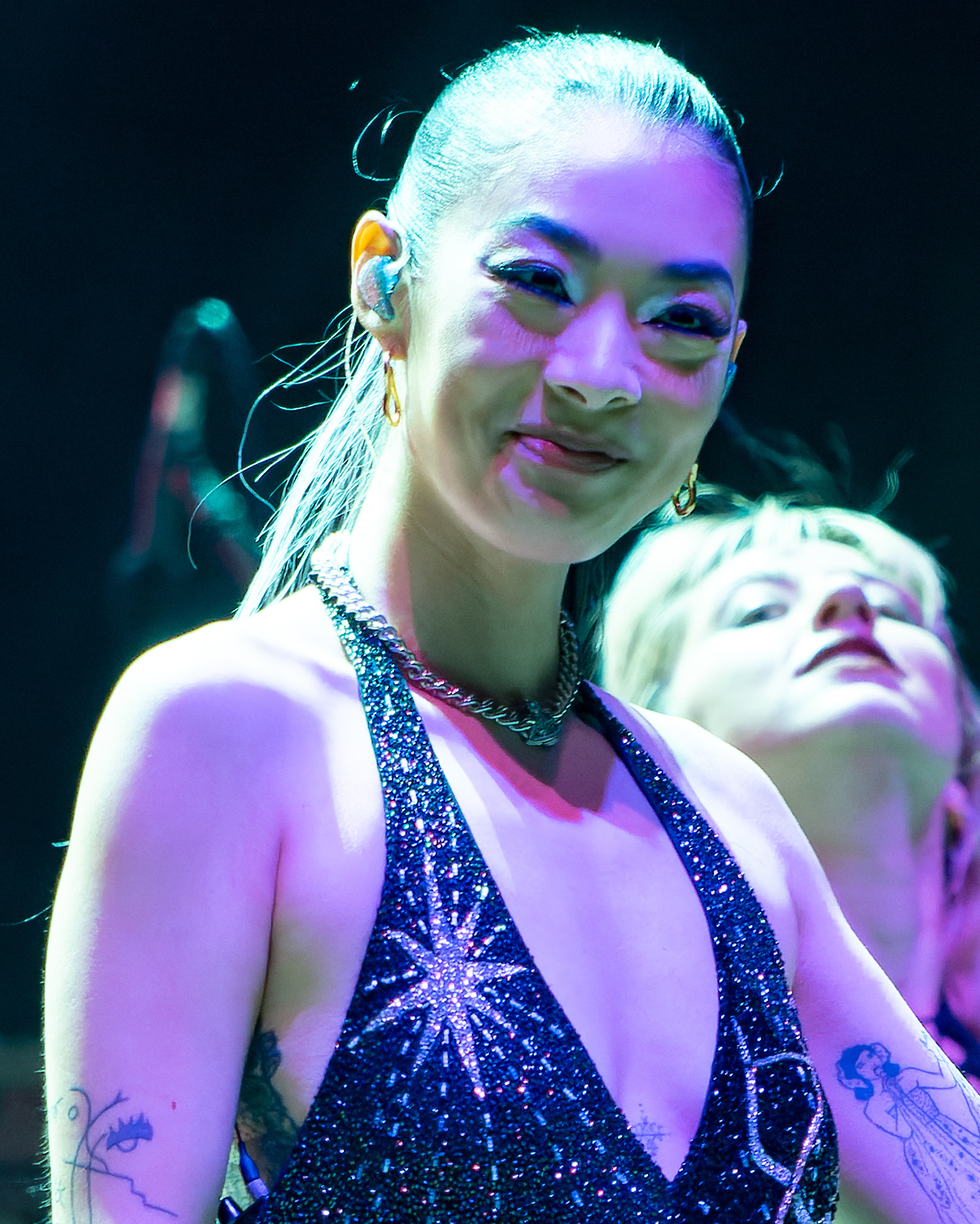
Pabllo e Rina Sawayama (foto) colaboraram em "Follow Me" e "Comme des Garçons (Like The Boys) (Brabo Remix)".

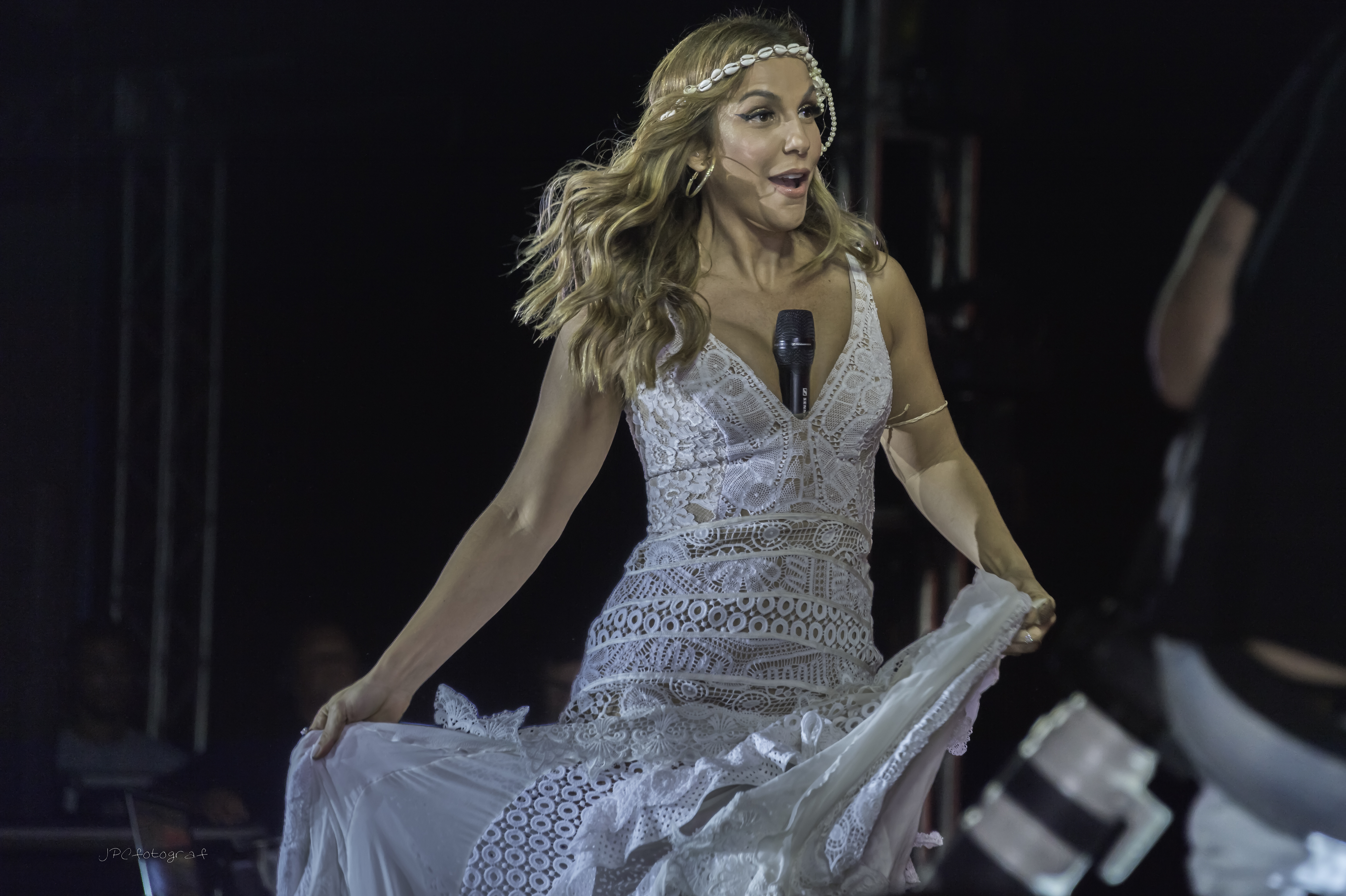
Pabllo e Ivete Sangalo (foto) colaboraram em "Lovezinho".

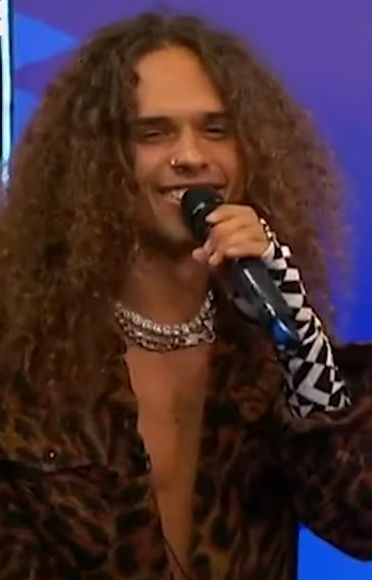
Pabllo e Vitão (foto) colaboraram em "S de Saudade (Remix)".

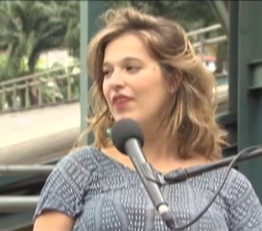
Pabllo e Alice Caymmi (foto) colaboraram em "Eu Te Avisei".

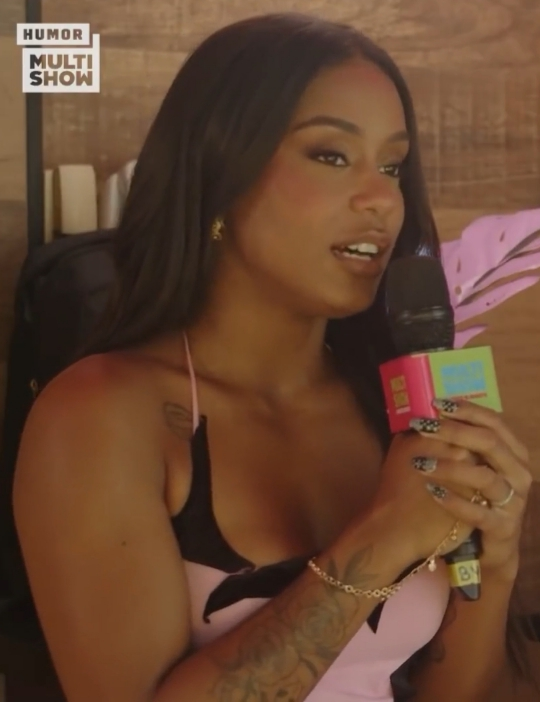
Pabllo e Rebecca (foto) colaboraram em "AEIOU".

| † | Denota lançamento como single             |
| ‡ | Denota lançamento como single promocional |
|   | Denota uma canção que não foi lançada     |

| Canção                                                                                             | Compositor(es) | Álbum                           | Ano       | Ref.          |
| -------------------------------------------------------------------------------------------------- | --- | ------------------------------- | --------- | ------------- |
| "10/10" dueto de Priscilla e Pabllo Vittar                                                         | Priscilla Alcantara Carlos Bezebra | Priscilla                       | 2024      | [ 16 ]        |
| "A Lua"                                                                                            | Pabllo Vittar Rodrigo Gorky Maffalda Zebu Alice Caymmi Vivian Kuczynski | Batidão Tropical I Am Pabllo    | 2021      | [ 17 ] [ 16 ] |
| "AEIOU" Rebecca, Pabllo Vittar e Vivi Wanderley                                                    | Rebecca Laudz Zegon Clau | Canção sem álbum                | 2023      | [ 18 ]        |
| "Ai Ai Ai Mega Príncipe"                                                                           | DJ Deyvid Alde Cesar | Batidão Tropical Vol. 2         | 2024      | [ 19 ]        |
| "After"                                                                                            | Rodrigo Gorky Maffalda Zebu Number Teddie | Noitada                         | 2023      | [ 20 ]        |
| "After (Filipe Guerra Remix)"                                                                      | Rodrigo Gorky Maffalda Zebu Number Teddie | After                           | 2023      | [ 21 ]        |
| "Ama Sofre Chora"                                                                                  | Rodrigo Gorky Maffalda Arthur Marques Pablo Bispo Zebu | Batidão Tropical I Am Pabllo    | 2021      | [ 17 ] [ 16 ] |
| "Ama Sofre Chora" versão em espanhol                                                               | Rodrigo Gorky Maffalda Arthur Marques Pablo Bispo Zebu | Canção sem álbum                | 2022      | [ 22 ]        |
| "Amante"                                                                                           | Ryan Tedder Ellie Goulding Leona Lewis Greg Kurstin Noel Zancanella Brent Kutzle                                                                                                  | Open Bar                        | 2015      | [ 23 ]        |
| "Amarelo" Emicida com participação de Majur e Pabllo Vittar                                        | DJ Duh Emicida Felipe Vassão | Amarelo                         | 2019      | [ 24 ]        |
| "Ameianoite" dueto de Pabllo Vittar e Gloria Groove                                                | Gloria Groove Rodrigo Gorky Maffalda Arthur Marques Pablo Bispo Ruxell Tap Sounds                                                                                                 | Noitada                         | 2022      | [ 25 ]        |
| "Ameianoite (Clementaum Remix)" Pabllo Vittar e Gloria Groove com participação de Siamese          | Gloria Groove Siamese Rodrigo Gorky Maffalda Arthur Marques Pablo Bispo Ruxell Tap Sounds                                                                                         | After                           | 2023      | [ 21 ]        |
| "Amor de Que"                                                                                      | Rodrigo Gorky Maffalda Zebu Pablo Bispo Arthur Marques | 111 1 - EP 111 I Am Pabllo      | 2019 2021 | [ 26 ] [ 27 ] |
| "Amor de Que (Remix)" com participação de Getúlio Abelha                                           | Rodrigo Gorky Maffalda Zebu Pablo Bispo Arthur Marques | 111 Deluxe                      | 2020      | [ 28 ]        |
| "Ânsia"                                                                                            | Esdras Azevedo | Batidão Tropical I Am Pabllo    | 2021      | [ 17 ] [ 16 ] |
| "Apaixonada"                                                                                       | Deyvid Carvalho | Batidão Tropical I Am Pabllo    | 2021      | [ 17 ] [ 16 ] |
| "Apetitosa" com participação de MC Tchelinho                                                       | Rodrigo Gorky MC Tchelinho Maffalda Zebu Pablo Bispo Ruxell Raphael Andrade | Noitada                         | 2023      | [ 20 ]        |
| "Apetitosa (S4tan Remix)" com participação de MC Tchelinho e Frimes                                | Rodrigo Gorky MC Tchelinho Frimes Maffalda Zebu Pablo Bispo Ruxell Raphael Andrade                                                                                                | After                           | 2023      | [ 21 ]        |
| "Back in Bahia"                                                                                    | Gilberto Gil | Canção sem álbum                | 2022      | [ 29 ]        |
| "Balinha de Coração" dueto de Pabllo Vittar e Anitta                                               | Rodrigo Gorky Maffalda Zebu Pablo Bispo Raphael Andrade Ruxell Tapsounds | Noitada                         | 2023      | [ 20 ]        |
| "Balinha de Coração (PZZS Remix)" Pabllo Vittar e Anitta com participação de MC Naninha            | MC Naninha Rodrigo Gorky Maffalda Zebu Pablo Bispo Raphael Andrade Ruxell Tapsounds                                                                                               | After                           | 2023      | [ 21 ]        |
| "Bandida" Pabllo Vittar e Pocah com participação de MC Mayara                                      | Pabllo Vittar Pocah Rodrigo Gorky Maffalda Zebu Pablo Bispo Arthur Marques Wallace Viana André Vieira Pedro Breder Shande Barão                                                   | 111 Deluxe I Am Pabllo          | 2020 2021 | [ 16 ]        |
| "Bandidona" Pocah, Pabllo Vittar e DJ Biel do Furduncinho                                          | Pocah Pabllo Vittar DJ Biel do Furduncinho Papatinho | A Braba é Ela 2 - EP            | 2023      | [ 30 ]        |
| "Bang Bang"                                                                                        | Ari Carvalho Edu Luppa | Batidão Tropical I Am Pabllo    | 2021      | [ 17 ] [ 16 ] |
| "Bruxaria 3000" Gloria Groove, MC Aleff e Yure IDD com participação de Pabllo Vittar               | Gloria Groove MC Aleff Yuri IDD Sérgio Santos Tapsounds Pablo Bispo Rodrigo Gorky Maffalda Zebu Arthur Marques                                                                    | Futuro Fluxo                    | 2023      | [ 31 ]        |
| "Buzina"                                                                                           | Pabllo Vittar Arthur Marques Maffalda Pablo Bispo Rodrigo Gorky Zebu | Não Para Não I Am Pabllo        | 2018 2021 | [ 32 ] [ 16 ] |
| "Cadeado"                                                                                          | Pabllo Vittar Rodrigo Gorky Maffalda Zebu Number Teddie Bibi | Noitada                         | 2023      | [ 33 ]        |
| "Caliente" Lali com participação de Pabllo Vittar                                                  | Pabllo Vittar Rodrigo Gorky Arthur Marques Mariana Espósito Gustavo Novello Pablo Akselrad Luis Burgio                                                                            | Brava                           | 2018      | [ 34 ]        |
| "Calma Amiga" com participação de Anitta e DJ Ramemes                                              | Pabllo Vittar Anitta DJ Ramemes Rodrigo Gorky Maffalda Zebu Pablo Bispo | Noitada                         | 2023      | [ 20 ]        |
| "Calma Amiga (DJ Ramemes & DJ Tonias Extended Mix)" com participação de Anitta e DJ Ramemes        | Pabllo Vittar Anitta DJ Ramemes Rodrigo Gorky Maffalda Zebu Pablo Bispo | After                           | 2023      | [ 21 ]        |
| "Cavalgada" dueto de Lexa e Pabllo Vittar                                                          | Lexa Umberto Tavares Jefferson Junior Jall Reis Stefan | Magnéticah - EP                 | 2022      | [ 35 ]        |
| "Clima Quente" com participação de Jerry Smith                                                     | Pabllo Vittar Rodrigo Gorky Arthur Marques Maffalda Zebu Weber | 111                             | 2019      | [ 36 ]        |
| "Clima Quente (Remix)" com participação de Weber e Biu do Piseiro                                  | Pabllo Vittar Rodrigo Gorky Arthur Marques Maffalda Zebu Weber | 111 Deluxe I Am Pabllo          | 2020 2021 | [ 28 ] [ 16 ] |
| "Come e Baza" Titica com participação de Pabllo Vittar                                             | Titica Pabllo Vittar Rodrigo Gorky Arthur Marques Pablo Bispo | Canção sem álbum                | 2018      | [ 37 ]        |
| "Comme des Garçons (Like The Boys) (Brabo Remix)" Rina Sawayama com participação de Pabllo Vittar  | Rina Sawayama Bram Inscore Nicole Morier | Sawayama (Deluxe Edition)       | 2020      | [ 38 ]        |
| "Corpo Sensual" com participação de Mateus Carrilho                                                | Maffalda Rodrigo Gorky Weber Yuri Drummond | Vai Passar Mal                  | 2017      | [ 39 ]        |
| "Culpa do Cupido"                                                                                  | Rodrigo Gorky Zebu Maffalda Ruxell Pablo Bispo Lukinhas Raphael Andrade | Noitada                         | 2023      | [ 20 ]        |
| "Culpa do Cupido (EPX & Delcu Remix)"                                                              | Rodrigo Gorky Zebu Maffalda Ruxell Pablo Bispo Lukinhas Raphael Andrade Pininga                                                                                                   | After                           | 2023      | [ 21 ]        |
| "Decote" Preta Gil com participação de Pabllo Vittar                                               | Pablo Bispo Rodrigo Gorky Yuri Drummond | Todas as Cores                  | 2017      | [ 40 ]        |
| "Derretida"                                                                                        | Rodrigo Gorky Zebu Maffalda Ruxell Pablo Bispo | Noitada                         | 2023      | [ 20 ]        |
| "Derretida (Brunoso Remix)" com participação de Irmãs de Pau                                       | Rodrigo Gorky Zebu Maffalda Ruxell Pablo Bispo Vita Irmãs de Pau Isma Irmãs de Pau                                                                                                | After                           | 2023      | [ 21 ]        |
| "Descontrolada" dueto de Pabllo Vittar e MC Carol                                                  | MC Carol Rodrigo Gorky Zebu Number Teddie Thiago Pantaleão Ruxell Multi Pablo Bispo Maffalda Gondim Lukinhas Tap Sounds Dona Nyna Douglas de Fátima Raphael Andrade               | Noitada                         | 2023      | [ 41 ]        |
| "Descontrolada (CyberKills Remix)" Pabllo Vittar e MC Carol com participação de Jup do Bairro      | MC Carol Jup do Bairro Rodrigo Gorky Zebu Number Teddie Thiago Pantaleão Ruxell Multi Pablo Bispo Maffalda Gondim Lukinhas Tap Sounds Dona Nyna Douglas de Fátima Raphael Andrade | After                           | 2023      | [ 21 ]        |
| "Disk Me"                                                                                          | Arthur Marques Diego Timbó Maffalda Pablo Bispo Rodrigo Gorky Zebu | Não Para Não I Am Pabllo        | 2018 2021 | [ 32 ] [ 16 ] |
| "Ele É o Tal" com participação de Laura Taylor, Lia Clark e Rodrigo Gorky                          | Pabllo Vittar Maffalda Pedro D'Eyrot Rodrigo Gorky | Vai Passar Mal I Am Pabllo      | 2017 2021 | [ 39 ] [ 16 ] |
| "Então Vai" com participação de Diplo                                                              | Diplo King Henry Ilsey Juber Boaz van de Beatz Emily Warren | Vai Passar Mal                  | 2017      | [ 39 ]        |
| "Equalize"                                                                                         | Pitty Peu Sousa | Admirável Chip Novo (Re)Ativado | 2023      | [ 42 ]        |
| "Eu Te Avisei" Alice Caymmi com participação de Pabllo Vittar                                      | Alice Caymmi Pablo Bispo Barbara Ohama | Alice                           | 2018      | [ 43 ]        |
| "Eu Vou"                                                                                           | Pabllo Vittar Rodrigo Gorky Maffalda Zebu Weber | 111 Deluxe                      | 2020      | [ 28 ]        |
| "Everybody" Honey Dijon com participação de Pabllo Vittar e Urias                                  | Honey Redmoon Luke Solomon Chris Penny Jesse Saint John Rodrigo Gorky | Black Girl Magic                | 2022      | [ 44 ]        |
| "Falta Coragem" dueto de Pabllo Vittar e Taty Girl                                                 | Flávio dos Teclados | Batidão Tropical Vol. 2         | 2024      | [ 19 ]        |
| "Flash Pose" dueto de Pabllo Vittar e Charli XCX                                                   | Arthur Marques Aluna Francis Charli XCX Maffalda Pablo Bispo Rodrigo Gorky Zebu                                                                                                   | 111 I Am Pabllo                 | 2019 2021 | [ 45 ] [ 16 ] |
| "Flash Pose (Remix)" com participação de Anne Louise e Lorena Simpson                              | Arthur Marques Charli XCX Maffalda Pablo Bispo Rodrigo Gorky Zebu Frances Noon Andrio Sena Anne Louise Lorena Simpson                                                             | 111 Deluxe                      | 2020      | [ 28 ]        |
| "Follow Me" dueto de Pabllo Vittar e Rina Sawayama                                                 | Maria Hazell Ed Drewett Lostboy | Canção sem álbum                | 2022      | [ 46 ]        |
| "Frequente(mente)" dueto de Chameleo e Pabllo Vittar                                               | Chameleo Pabllo Vittar Bibi JVCK Maffalda | Ecdise                          | 2020      | [ 47 ]        |
| "Fun Tonight (Remix)" Lady Gaga com participação Pabllo Vittar                                     | Lady Gaga Michael Tucker Rami Yacoub Burns | Dawn of Chromatica              | 2021      | [ 48 ]        |
| "Garupa" dueto de Luísa Sonza e Pabllo Vittar                                                      | Arthur Marques Maffalda Pabllo Vittar Pablo Bispo Rodrigo Gorky Zebu | Pandora                         | 2019      | [ 49 ]        |
| "Idiota"                                                                                           | Rodrigo Gorky Maffalda Zebu Wynnie Nogueira Alice Caymmi Vivian | Batidão Tropical Vol. 2         | 2024      | [ 19 ]        |
| "Indestrutível"                                                                                    | Maffalda Pablo Bispo Rodrigo Gorky | Vai Passar Mal                  | 2017      | [ 39 ]        |
| "Irregular"                                                                                        | Pabllo Vittar Maffalda Rodrigo Gorky Stefanini | Vai Passar Mal                  | 2017      | [ 39 ]        |
| "Joga Bunda" Aretuza Lovi com participação de Pabllo Vittar e Gloria Groove                        | Gloria Groove Pablo Bispo Ruxell Sérgio Santos | Mercadinho                      | 2018      | [ 50 ]        |
| "Joia"                                                                                             | Sia Benny Blanco Mikkel S. Eriksen Tor Erik Hermansen | Open Bar                        | 2015      | [ 51 ]        |
| "Kaosdeado (Mílian Dolla Remix)"                                                                   | Pabllo Vittar Rodrigo Gorky Maffalda Zebu Bibi Number Teddie | After                           | 2023      | [ 21 ]        |
| "Lento (Brabo Remix)" Lauren Jauregui com participação de Pabllo Vittar                            | Danielle Sanchez Cris Chiluiza Marco E. Masis Servando Moriche Primera Musett Lauren Michelle Jauregui Morgado                                                                    | Canção sem álbum                | 2021      | [ 52 ]        |
| "Lovezinho" dueto de Pabllo Vittar e Ivete Sangalo                                                 | Pabllo Vittar Rodrigo Gorky Guilherme Pereira Arthur Marques Maffalda | 111 I Am Pabllo                 | 2020 2021 | [ 16 ]        |
| "Lovezinho (Remix)" com participação de Jaloo                                                      | Pabllo Vittar Rodrigo Gorky Arthur Marques Maffalda Zebu Jaloo | 111 Deluxe                      | 2020      | [ 28 ]        |
| "K.O."                                                                                             | Pabllo Vittar Pablo Bispo Rodrigo Gorky | Vai Passar Mal I Am Pabllo      | 2017 2021 | [ 39 ] [ 16 ] |
| "Man's World (Empress Of Remix)" Marina com participação de Pabllo Vittar                          | Marina | Canção sem álbum                | 2021      | [ 53 ]        |
| "Me Usa"                                                                                           | Jotinha Gino Liver | Batidão Tropical Vol. 2         | 2024      | [ 19 ]        |
| "Minaj"                                                                                            | The-Dream Beyoncé Justin Timberlake Timbaland Jerome Harmon Dwane Weir Mike Dean                                                                                                  | Open Bar                        | 2015      | [ 54 ]        |
| "Miragem"                                                                                          | Arthur Marques Junior Fernandes Kika Boom Maffalda Pablo Bispo Rodrigo Gorky Zebu                                                                                                 | Não Para Não                    | 2018      | [ 32 ]        |
| "Meu Anjo"                                                                                         | Peter Luts David Vervoort | Canção sem álbum                | 2019      | [ 55 ] [ 56 ] |
| "Modo Turbo" Luísa Sonza com participação de Pabllo Vittar e Anitta                                | Luísa Sonza Rafinha RSQ Arthur Marques Diego Timbó | Doce 22                         | 2020      | [ 57 ]        |
| "Nas Ondas do Rádio"                                                                               | Kim Marques | Batidão Tropical Vol. 2         | 2024      | [ 19 ]        |
| "Não É Papel de Homem"                                                                             | Marquinhos Maraial Bispo Jr. | Batidão Tropical                | 2021      | [ 17 ]        |
| "Não Desligue o Telefone" dueto de Pabllo Vittar e Maderito                                        | Tony Guerra | Batidão Tropical Vol. 2         | 2024      | [ 19 ]        |
| "Não Vou Deitar"                                                                                   | Arthur Marques Maffalda Pablo Bispo Rodrigo Gorky Zebu | Não Para Não                    | 2018      | [ 32 ]        |
| "Não Vou Te Deixar (I Don't Want to Get Hurt)" dueto de Pabllo Vittar e Gaby Amarantos             | Perr Gessle Gaby Amarantos | Batidão Tropical Vol. 2         | 2024      | [ 19 ]        |
| "Nêga"                                                                                             | Pabllo Vittar Maffalda Rodrigo Gorky | Vai Passar Mal I Am Pabllo      | 2016 2021 | [ 39 ] [ 16 ] |
| "No Chão"                                                                                          | Diplo Kai James Somani Faustix | Open Bar                        | 2015      | [ 58 ]        |
| "No Hablo Español"                                                                                 | Arthur Marques Filip Nikolic Maffalda Pablo Bispo Rodrigo Gorky Zebu | Não Para Não                    | 2018      | [ 32 ]        |
| "Noitada Intro"                                                                                    | Pabllo Vittar Rodrigo Gorky Maffalda Zebu | Noitada                         | 2023      | [ 20 ]        |
| "Number One" dueto de Pabllo Vittar e Rennan da Penha                                              | Pabllo Vittar Rodrigo Gorky Maffalda Zebu Bibi Number Teddie | I Am Pabllo                     | 2021      | [ 16 ]        |
| "Oh The Glamour" Aluna, MNEK, Pabllo Vittar e Eden Prince                                          | Aluna MNEK Eden Prince Geovanne Aranha Charles Russell Coffee Jahphet Negast Landis                                                                                               | Mycelium                        | 2023      | [ 59 ]        |
| "Open Bar"                                                                                         | MØ Diplo DJ Snake Jr Blender Rodrigo Gorky Maffalda Pabllo Vittar | Open Bar I Am Pabllo            | 2015 2021 | [ 61 ] [ 16 ] |
| "Ouro" com participação de Urias                                                                   | Arthur Marques Filip Nikolic Maffalda Pablo Bispo Rodrigo Gorky Zebu | Não Para Não                    | 2018      | [ 32 ]        |
| "Parabéns" com participação de Psirico                                                             | Arthur Marques Maffalda Pablo Bispo Rodrigo Gorky Zebu | 111 I Am Pabllo                 | 2019 2021 | [ 62 ] [ 16 ] |
| "Parabéns (Remix)" com participação de Veronicat e Boombeat                                        | Arthur Marques Maffalda Pablo Bispo Rodrigo Gorky Zebu Boombeat | 111 Deluxe                      | 2020      | [ 28 ]        |
| "Paraíso" dueto de Lucas Lucco e Pabllo Vittar                                                     | Arthur Marques Ivo Mozart Lucas Santos Maffalda Pablo Bispo Rodrigo Gorky Rodrigo Marques Victor Reis                                                                             | Canção sem álbum                | 2018      | [ 63 ]        |
| "Pearls (Brabo Remix)" Jessie Ware com participação de Pabllo Vittar                               | Jessie Ware Stuart Price Clarence Coffee Jr. Sarah Hudson | Canção sem álbum                | 2023      | [ 64 ]        |
| "Pede Pra Eu Ficar (Listen To Your Heart)"                                                         | Per Haken Gessle Mats Arne Persson Pabllo Vittar | Batidão Tropical Vol. 2         | 2024      | [ 19 ]        |
| "Penetra" dueto de Pabllo Vittar e O Kannalha                                                      | Pabllo Vittar O Kannalha Rodrigo Gorky Maffalda Zebu Number Teddie Bibi UhGroove                                                                                                  | Noitada                         | 2023      | [ 20 ]        |
| "Penetra (Pedro Sampaio Remix)" Pabllo Vittar e O Kannalha com participação de Pedro Sampaio       | Pabllo Vittar O Kannalha Pedro Sampaio Rodrigo Gorky Maffalda Zebu Number Teddie Bibi UhGroove                                                                                    | After                           | 2023      | [ 21 ]        |
| "Pode Apontar"                                                                                     | Pabllo Vittar Maffalda Pablo Bispo Rodrigo Gorky Yuri Drummond | Vai Passar Mal                  | 2017      | [ 39 ]        |
| "Ponte Perra"                                                                                      | Rodrigo Gorky Arthur Marques Maffalda Zebu Danielle Sánchez Wynnie Nogueira | 111                             | 2019      | [ 62 ]        |
| "Ponte Perra (Remix)" com participação de Chediak e Laysa                                          | Rodrigo Gorky Arthur Marques Maffalda Zebu Daniela Lapadula Laysa | 111 Deluxe                      | 2020      | [ 28 ]        |
| "Pra Te Esquecer"                                                                                  | Batista Lima | Batidão Tropical Vol. 2         | 2024      | [ 19 ]        |
| "Problema Seu"                                                                                     | Arthur Marques Alice Caymmi Maffalda Noize Men Pablo Bispo Rodrigo Gorky Zebu | Não Para Não I Am Pabllo        | 2018 2021 | [ 32 ] [ 16 ] |
| "Pronto pra Te Amar"                                                                               | Pabllo Vittar Maffalda Rodrigo Gorky Yuri Drummond | Vai Passar Mal                  | 2017      | [ 65 ]        |
| "Rainha"                                                                                           | Beyoncé Bangladesh Sean Garrett | Open Bar                        | 2015      | [ 66 ]        |
| "Rajadão"                                                                                          | Rodrigo Gorky Maffalda Arthur Marques Zebu Pablo Bispo | 111 I Am Pabllo                 | 2019 2021 | [ 62 ] [ 16 ] |
| "Rajadão (Alice Glass Remix)" com participação de Alice Glass                                      | Rodrigo Gorky Maffalda Arthur Marques Zebu Pablo Bispo | 111 Deluxe                      | 2020      | [ 28 ]        |
| "Rubi" dueto de Pabllo Vittar e Will Love                                                          | DJ Deivid DJ Leo | Batidão Tropical Vol. 2         | 2024      | [ 19 ]        |
| "S de Saudade (Remix)" Vitão com participação de Pabllo Vittar                                     | Vitão Rafinha RSQ Breno Casagrande Jorge Vercilio | Canção sem álbum                | 2022      | [ 67 ]        |
| "Sal" dueto de Pedro Sampaio e Pabllo Vittar                                                       | Pedro Sampaio Rafinha RSQ Shylton Fernandes | Canção sem álbum                | 2022      | [ 68 ]        |
| "Salvage"                                                                                          | Rodrigo Gorky Maffalda Arthur Marques Zebu Pablo Bispo Enzo di Carlo Dani Sánchez                                                                                                 | 111 I Am Pabllo                 | 2019 2021 | [ 62 ] [ 16 ] |
| "Salvage (Remix)" com participação de Brabo e Tomasa del Real                                      | Rodrigo Gorky Maffalda Arthur Marques Zebu Pablo Bispo Enzo di Carlo Tomasa del Real Daniela Lapadula                                                                             | 111 Deluxe                      | 2020      | [ 28 ]        |
| "São Amores"                                                                                       | Lucas Gomez Gonzales Simaria Mendes | Batidão Tropical Vol. 2         | 2024      | [ 19 ]        |
| "Sereia" dueto de Lia Clark e Pabllo Vittar                                                        | Romeu R3 Tallia Bárbara Dias Raphael Klismman | Lia Clark - The Album           | 2023      | [ 69 ]        |
| "Seu Crime"                                                                                        | Diplo King Henry Jr. Blender Maffalda Zebu Rodrigo Gorky Pablo Bispo Arthur Marques                                                                                               | Não Para Não I Am Pabllo        | 2018 2021 | [ 32 ] [ 16 ] |
| "Shake It" Charli XCX com participação de Big Freedia, CupcakKe, Brooke Candy e Pabllo Vittar      | Charli XCX Suzannah Powell Elizabeth Harris Freddie Ross Jr. Nicolas Petitfrère Alexander Guy Cook Pabllo Vittar Rodrigo Gorky Maffalda Arthur Marques Pablo Bispo                | Charli                          | 2019      | [ 70 ]        |
| "She Can Dance (Brabo Remix)" Betty Who com participação de Pabllo Vittar                          | Jessica Newham Brandon Paddock Martin Johnson Danen Reed Rector | Canção sem álbum                | 2022      | [ 71 ]        |
| "Sua Cara" Major Lazer com participação de Anitta e Pabllo Vittar                                  | Diplo Boaz van de Beatz Anitta Pablo Bispo Jefferson Junior Arthur Marques Umberto Tavares Rodrigo Gorky Rashid Badloe Giordano Ashruf Shareef Badloe                             | Know No Better                  | 2017      | [ 72 ]        |
| "Tara"                                                                                             | Maffalda Rodrigo Gorky Yuri Drummond | Vai Passar Mal                  | 2017      | [ 39 ]        |
| "The Girls" Iggy Azalea com participação Pabllo Vittar                                             | Iggy Azalea Gavin Jake Allen Noah Cyrus | Wicked Lips                     | 2019      | [ 73 ]        |
| "Tímida" dueto de Pabllo Vittar e Thalía                                                           | Rodrigo Gorky Danielle Sanchez Pablo Bispo Zebu Gale Arthur Marques Maffalda | 111 I Am Pabllo                 | 2020 2021 | [ 74 ] [ 16 ] |
| "Tímida (Remix)" com participação de A Travestis                                                   | Rodrigo Gorky Danielle Sanchez Pablo Bispo Zebu Gale Arthur Marques Maffalda | 111 Deluxe                      | 2020      | [ 28 ]        |
| "Todo Dia" com participação de Rico Dalasam                                                        | Rico Dalasam Maffalda Rodrigo Gorky | Vai Passar Mal                  | 2017      | [ 75 ]        |
| "Tokyo (Pabllo Vittar & CyberKills Remix)" Chameleo com participação de Pabllo Vittar e CyberKills | Chameleo Pabllo Vittar Gabriel Diniz Bibi | Canção sem álbum                | 2022      | [ 76 ]        |
| "Tome Curtindo (Brabo Remix)" Lia Clark com participação de Pabllo Vittar                          | Nicki Minaj SZA Hit-Boy Beyoncé | Canção sem álbum                | 2017      | [ 77 ]        |
| "Trago seu Amor de Volta" com participação de Dilsinho                                             | Arthur Marques Maffalda Pablo Bispo Rodrigo Gorky Zebu | Não Para Não I Am Pabllo        | 2018 2021 | [ 32 ] [ 16 ] |
| "Trago seu Amor de Volta" versão Analaga                                                           | Arthur Marques Maffalda Pablo Bispo Rodrigo Gorky Zebu | Love Day                        | 2020      | [ 78 ]        |
| "Triste com T"                                                                                     | Maffalda Rodrigo Gorky Zebu Pablo Bispo Arthur Marques | Batidão Tropical I Am Pabllo    | 2021      | [ 17 ] [ 16 ] |
| "Ultra Som"                                                                                        | Vanda Revelly Maxsandro | Batidão Tropical I Am Pabllo    | 2021      | [ 17 ] [ 16 ] |
| "Vai Embora" com participação de Ludmilla                                                          | Arthur Marques Ludmilla Maffalda Pablo Bispo Rafa Dias Rodrigo Gorky Zebu | Não Para Não                    | 2018      | [ 32 ]        |
| "Volta Pra Ficar" dueto de Lukinhas e Pabllo Vittar                                                | Lukinhas Maffalda Rodrigo Gorky Gondim Pablo Bispo Ruxell Thiago Pantaleão Multi Nyna                                                                                             | Canção sem álbum                | 2022      | [ 79 ]        |
| "Zap Zum"                                                                                          | Isaac Maraial Ari Carvalho | Batidão Tropical I Am Pabllo    | 2021      | [ 17 ] [ 16 ] |